# 强壮隙蛛
强壮隙蛛（学名：Coelotes robustus）为暗蛛科隙蛛属的动物。在中国大陆，分布于浙江等地。该物种的模式产地在浙江温岭。